# Galumna arabica
Galumna arabica är en kvalsterart som beskrevs av Bayoumi och Al-Khalifa 1984. Galumna arabica ingår i släktet Galumna och familjen Galumnidae. Inga underarter finns listade i Catalogue of Life.